# Sebald Fyoll
Sebald Fyoll (* zwischen 1400 und 1410 in Nürnberg; † 1462 in Frankfurt am Main; auch Sebald Fyol) war ein Maler der Spätgotik in Frankfurt am Main.

## Leben
Eine Familie Fyoll war schon seit frühesten Zeiten in Frankfurt ansässig: ein Heinrich Viol kam von 1215 bis 1219 in öffentlichen Urkunden als Zeuge vor, und auch in den städtischen Bedebüchern des 14. Jahrhunderts fand der Name mehrfach Erwähnung. Inwieweit der definitiv aus Nürnberg zugewanderte Sebald Fyoll mit dieser Familie verwandt war, oder ob er, wie Otto Donner-von-Richter annimmt, einen aus- und wieder zugewanderten Spross der Familie dargestellt hat, lässt sich aufgrund der unvollständigen Quellenlage dieser Zeit nicht mehr abschließend verifizieren.
Das Geburtsdatum von Sebald Fyoll liegt im Dunkeln, kann aber aufgrund archivalischer Quellen auf das erste Jahrzehnt des 15. Jahrhunderts festgelegt werden: demnach wurde er, aus Nürnberg zugewandert, am 25. April 1425 durch Heirat einer nur als Katharina benannten Frankfurter Bürgerstochter und Ableistung des Bürgereides in den Bürgerverband aufgenommen. Ein Eintrag derselben Quelle aus dem Jahr 1430, in der ein aus Nürnberg stammender Mann gleichen Namens für seinen Schwager bürgte, bestätigt die erstere Notiz nochmals.
Bereits das Zinsbuch des Bartholomäusstiftes aus dem Jahre 1425 erwähnte ihn als Sebaldus pictor, also Maler, und domus Nideck locata est [...], d. h., er wohnte im Haus Niedeck, dem südwestlichen Eckhaus an der Überkreuzung von Kannengießergasse und Fahrgasse (Hausanschrift: Kannengießergasse 1 / Fahrgasse 23). Jene Parzelle existiert zwar noch heute, ist aber nach der völligen Zerstörung des Stadtteils im Bombenkrieg modern überbaut. Zudem wurde das mittelalterliche Haus Niedeck etwa im 16. Jahrhundert von Grund auf neu errichtet, so dass wohl kein neuzeitlicher Mensch jemals das Wohnhaus von Sebald Fyoll zu Gesicht bekommen hat.
Die finanziellen Verhältnisse des Malers lassen sich hervorragend aus den Bedebüchern der Zeit rekonstruieren: während er in den ersten Jahren seines Lebens in Frankfurt immer nur 6 Schillinge Bede, und damit den niedrigsten Satz zahlte, verbesserten sich seine finanziellen Verhältnisse mit der Zeit immer mehr, so dass er 1463 1 Pfund 4 Schilling, d. h. ungefähr 24 Schilling, Steuern entrichtete. Hier findet sich auch der wichtigste Anhaltspunkt für Sebalds Tod, denn bereits 1464 ist im Bedebuch nur noch von seinem 1426 geborenen Sohn Konrad die Rede, der die vorherigen Jahre immer zusammen mit seinem Vater aufgelistet war.

## Werk
Knapp zehn Auftragsarbeiten Sebald Fyolls waren Ende des 19. Jahrhunderts noch urkundlich nachweisbar, wobei die tatsächliche Zahl erheblich höher gelegen haben dürfte. Begründet liegt dies zum einen darin, dass die erhaltenen Unterlagen ausschließlich Rückschlüsse über öffentliche, d. h. für den Rat der Stadt ausgeführte Arbeiten erlauben, während solche für Privatleute völlig im Dunkel der Zeit verschwunden sind – sofern es hier jemals Unterlagen gab.
Entsprechend schwer ist es, einen Überblick über das tatsächliche Werk wie auch die eigentlichen Qualitäten des Künstlers zu gewinnen. Die Tatsache, dass er mehrfach für die Stadt beschäftigt war, wie auch sein über die geleisteten Steuern nachweisbares Einkommen spricht aber in höchstem Maße dafür, dass er zu den bedeutenderen Malern Frankfurts im 15. Jahrhundert gehört haben dürfte. Zu den großen Meistern seiner Zeit zählte er derweil mit Sicherheit nicht.
Zu den oben genannten Schwierigkeiten bezüglich der Nachweisbarkeit kommt noch hinzu, dass Fyoll wohl größtenteils auf das Anstreichen und Ausmalen von Innenräumen spezialisiert war, Tafelbilder von ihm haben die Jahrhunderte aus verschiedensten Gründen nicht überstanden. Dass er durchaus auch zumindest auf Holz gemalt hat, lässt sich an einem von seinem Sohn geführten Rechtsstreit kurz nach seinem Tod nachweisen. Da der Tod 1463 offenbar sehr plötzlich kam, hatte ein namentlich unbekannter Auftraggeber bereits Vorauszahlungen in Höhe von immerhin 12,5 Pfund, also 300 Schillingen geleistet, die der Sohn nun nicht zurückzuzahlen in der Lage war. Im städtischen Gerichtsbuch des Jahres 1464 ist der Streit um „eyner taffeln wegen, sin vater selige gemacht sulle han und das nit gtan hait“ entsprechend dokumentiert, der sich letztlich noch bis 1496 hinzog.

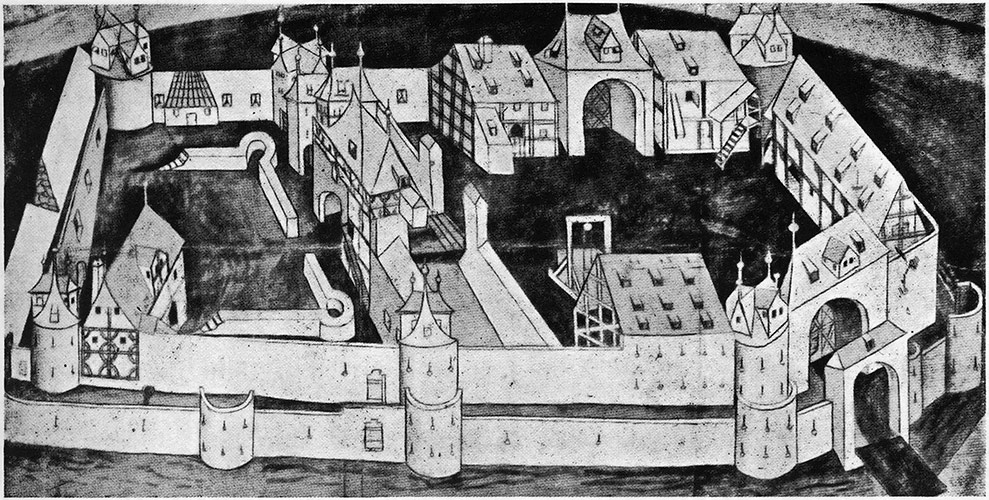
Tuschezeichnung der Rödelheimer Burg, 1446

Das einzige in einer Reproduktion erhaltene, im Original 1945 vernichtete Werk aus der Hand Fyolls ist eine 1446 entstandene Tuschezeichnung einer im Bau befindlichen Burg, die ein Ritter Frank von Kronberg im Jahr 1446 in Rödelheim zu errichten beabsichtigte (siehe Rödelheimer Schloss). Aufgrund des schon in der Vergangenheit schwierigen Verhältnisses mit Kronberg fühlte sich der Rat durch den Burgbau nahe der damaligen Stadtgrenze bedroht und ließ Fyoll das Bild offensichtlich als Beweisstück anfertigen, um das Problem dem Kaiser vortragen zu können. Eindeutig Fyoll zugeschrieben werden kann es, als das städtische Rechenbuch im Dezember 1447 einen entsprechenden Eintrag mit Auftrag, Namen und der Bezahlung mit 2 Pfund, also 40 Schilling enthält. Qualitativ ist die Zeichnung sichtbar mehr von rein illustrativem Charakter und somit wohl nicht repräsentativ, zeigt aber zumindest eine sichere Fähigkeit des perspektivischen Zeichnens.
Sämtliche für die Stadt nur noch nachweisbaren, aber nicht mehr existierenden Werke sind künstlerische Anstrich- und Vergoldungsarbeiten, teils auch an Bauplastik, beginnend ab 1434. Sie dienten größtenteils der Ausschmückung der Innenräume des damals erst wenige Jahrzehnte in Stadtbesitz befindlichen und in Erweiterung befindlichen Römers. Das mithin populärste und bekannteste Werk für das Rathaus dürfte das ursprünglich für die Ratsstube im Haus Frauenrode, im 20. Jahrhundert bis zur Zerstörung 1944 in der Rotunde des Goldenen Schwans befindliche Schild mit der Aufschrift:
Eyns mans redde ein halbe redde
Man sal sie billich verhoren bede
gewesen sein. Eine nicht minder bedeutendste und zugleich auch letzte Arbeit für die Stadt war ein Gemälde am sogenannten Neuen Brückenturm im Jahr 1462. Die Alte Brücke besaß damals an jedem Ende einen Verteidigungsturm, wobei der auf der Sachsenhäusener Seite der Neue, der auf der nördlichen Mainseite der Alte Brückenturm genannt wurde.

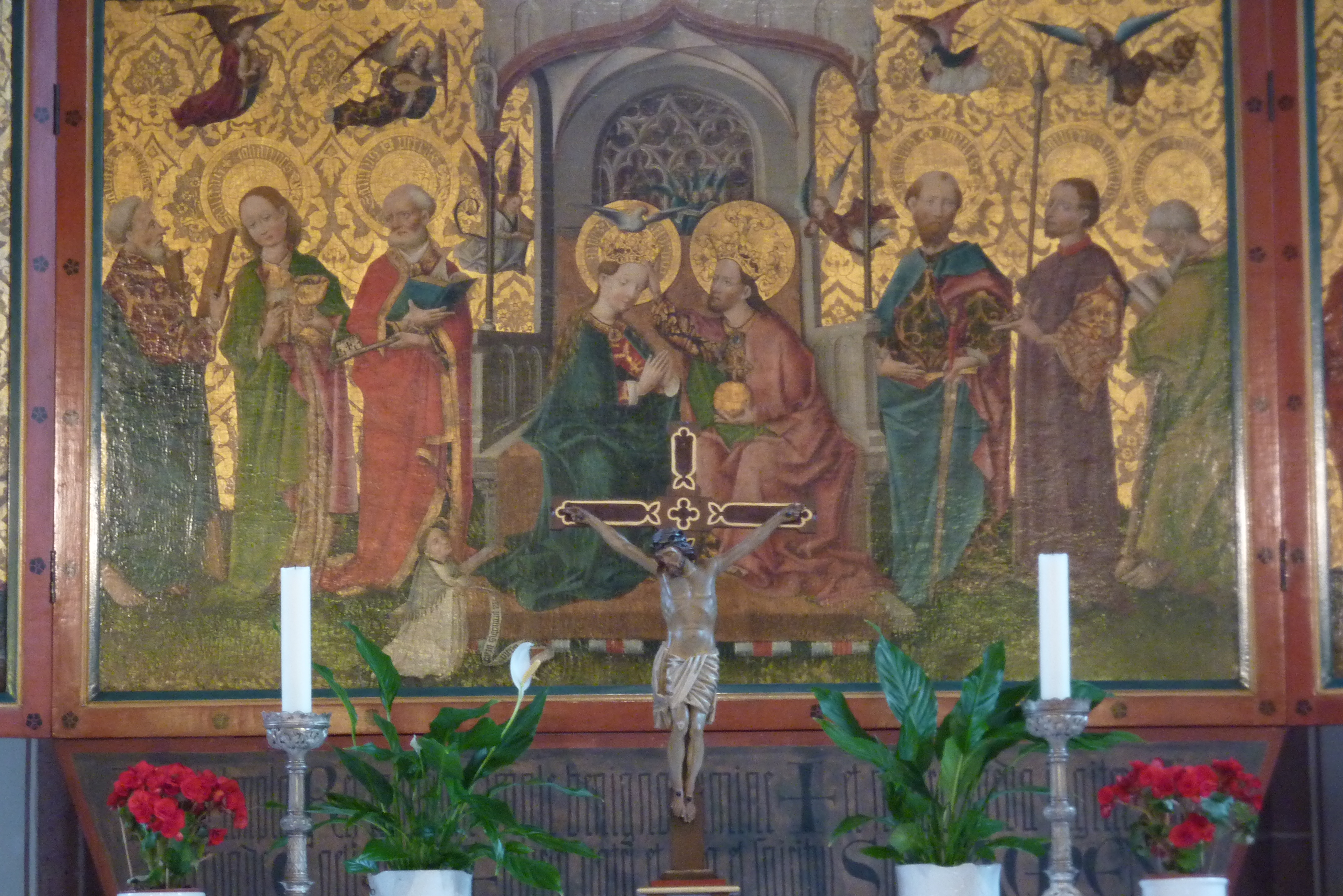
Retabel der Marienkrönung in der Kirche von Aufenau (um 1450). Zuschreibung an Sebald Fyoll von Stefan Kemperdick

Während am Alten Turm lange Zeit eine Szene mit Christus am Ölberg auf Tafeln befestigt war, war am Sachsenhäusener Turm ein Marienbild angebracht. Es sollte der Andacht und der Anrufung der Schutzheiligen bei der zu jener Zeit nicht ungefährlichen Reise aus den Stadtgrenzen dienen. Wind, Wetter und dem Staub der unbefestigten Straßen ausgesetzt musste es regelmäßig, zuletzt 1403, erneuert werden. 1462 war es offenbar erneut so weit, und Sebald Fyoll wurde beauftragt, die Erneuerung des Gemäldes durchzuführen. Die Bezahlung von nur 4 Pfund, also 80 Schillingen, etwa der Vergütung für die Tuschezeichnung gegenübergestellt lässt aber auch hier erkennen, dass es mehr um Anstricharbeiten als große Malerei ging.
Jüngst hat Stefan Kemperdick den ersten beiden Generationen der Malerfamilie Fyoll in Frankfurt, also Sebald und seinem Sohn Conrad, einen schon früher erkannten, stilistisch zusammenhängenden Werkkomplex zugewiesen. Dazu gehört aus der Zeit Sebalds neben der verlorenen Zeichnung der Burg Rödelheim das Retabel der Marienkrönung in der Kirche von Aufenau (um 1450).